# Mark Tuinei
Mark Pulemau Tuinei (* 31. März 1960 in Nanakuli, Hawaii; † 6. Mai 1999 in Plano, Texas) war ein US-amerikanischer American-Football-Spieler auf der Position des Offensive Tackles. Er spielte für die Dallas Cowboys in der National Football League (NFL) und gewann mit ihnen dreimal den Super Bowl (XXVII, XXVIII und XXX).

## Spielerlaufbahn

### College
Tuinei spielte in Hawaii auf der Highschool, bevor er sich für zwei Jahre der University of California at Los Angeles (UCLA) anschloss. Die letzten beiden Jahre seines Studiums verbrachte er an University of Hawaii. Bedingt durch zahlreiche Verletzungen bekam er in Hawaii nur sieben Einsätze, was ihm eine Profikarriere zunächst unmöglich machte. Am College spielte Tuinei als Defensive Tackle.

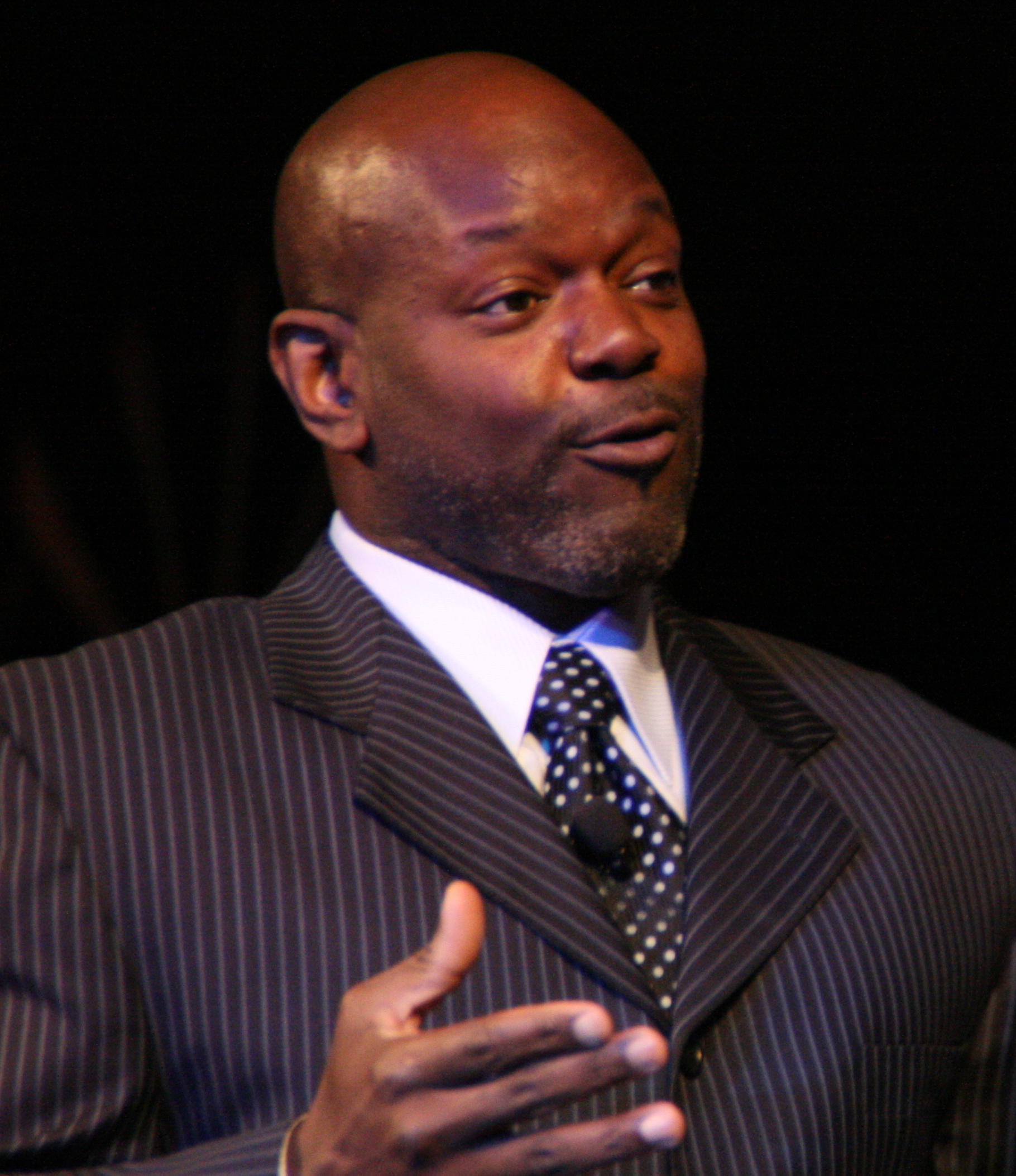
Emmitt Smith

### NFL
1983 wurde er von dem damaligen Head Coach der Cowboys, Tom Landry, anlässlich eines Probetrainings entdeckt. Tuinei wurde im Gegensatz zum College auch als Offensive Tackle eingesetzt. Die ersten Jahre bei den Cowboys brachten Tuinei keine großen Erfolge. Die Cowboys entwickelten sich zu einem der schlechtesten Team der NFL. Ab 1988 sollte sich für Tuinei alles ändern. Tom Landry wurde als Trainer entlassen und der neue Eigentümer der Cowboys, Jerry Jones, verpflichtete Jimmy Johnson als neuen Head Coach. Beide hatten die Vision, das Team durch junge, erfolgshungrige Spieler zu verstärken. Als Rookies bzw. von anderen Clubs verpflichtet wurden unter anderem der Wide Receiver Alvin Harper, der Fullback Daryl Johnston, der Tight End Jay Novacek, der Quarterback Troy Aikman und der Offensive Tackle Erik Williams. Darüber hinaus gelang es dem bereits seit 1988 bei den Cowboy spielenden Wide Receiver Michael Irvin, einen Kreuzbandriss zu überwinden. Der Runningback Emmitt Smith entwickelte sich zum besten Ballträger der NFL-Geschichte. Tuinei hatte als Offensive Tackle die Aufgabe, ihm den Weg in die gegnerische Endzone freizublocken und Aikman vor Attacken der gegnerischen Defense zu schützen. Die Cowboys entwickelten sich zu dem dominierenden Footballteam der 1990er Jahre.
Tuinei gewann mit seiner Mannschaft insgesamt dreimal den Super Bowl – nach der Saison 1992 im Super Bowl XXVII gegen die Buffalo Bills mit 52:17, nach der Saison 1993 im Super Bowl XXVII erneut gegen die Mannschaft aus Buffalo mit 30:13 und nach der Saison 1995 im Super Bowl XXX gegen die Pittsburgh Steelers mit 27:17.
Tuinei, der in 195 Spielen der Regular Season in Erscheinung trat, beendete 1997 bei den Cowboys seine Laufbahn.

## Ehrungen
Tuinei spielte zweimal im Pro Bowl, dem Auswahlspiel der besten Spieler einer Saison. Ferner wurde er zweimal zum All Pro gewählt. Er ist Mitglied des Dallas Cowboys All Star Team und der Hawaii Sports Hall of Fame.

## Nach der Karriere
Tuinei starb vermutlich an einer Heroin-Überdosis, bevor er eine Trainerstelle annehmen konnte. Er ist auf dem Hawaiian Memorial Park Cemetery in Kaneohe, Hawaii, beerdigt.

## Quelle
- Jens Plassmann: NFL – American Football. Das Spiel, die Stars, die Stories (= Rororo 9445 rororo Sport). Rowohlt, Reinbek bei Hamburg 1995, ISBN 3-499-19445-7.